# Rezerwat przyrody Łabowiec
Rezerwat przyrody Łabowiec – leśny rezerwat przyrody w miejscowości Łabowiec w gminie Łabowa, w powiecie nowosądeckim, w województwie małopolskim. Znajduje się na gruntach Skarbu Państwa w zarządzie Nadleśnictwa Nawojowa.
Leży w granicach Popradzkiego Parku Krajobrazowego oraz obszaru siedliskowego sieci Natura 2000 „Ostoja Popradzka” PLH120019.
Rezerwat powstał w 1924 roku w prywatnych dobrach hrabiego Adama Stadnickiego. Po wojnie został upaństwowiony, a formalnie powołano go Zarządzeniem Ministra Leśnictwa i Przemysłu Drzewnego z 24 grudnia 1957 roku (M.P. z 1958 r. nr 6, poz. 36) na powierzchni 8,60 ha. Rozporządzeniem Nr 25/03 Wojewody Małopolskiego z 17 lipca 2003 roku (Dz. Urz. Woj. Małop. Nr 199 poz. 2476) zwiększono powierzchnię do 53,85 ha. Według rozporządzenia, celem ochrony rezerwatu jest zachowanie ze względów przyrodniczych, krajobrazowych i naukowych dolnoreglowych lasów bukowych i bukowo-jodłowych, będących pozostałością Puszczy Karpackiej.